# Say I
Say I  è una canzone della cantante e attrice statunitense Christina Milian, primo singolo estratto del terzo album So Amazin' cantato in collaborazione con il rapper Young Jeezy. Realizzata sulla base della canzone "Clean Up Your Own Yard" della cantante Jackie Moore, il testo è stato scritto da Bunny Sigler, J. Jenkins, Phil Hurtt, Andre Lyon (Dre), Marcello Valenzano (Cool), Jazmine Sullivan e prodotta dagli stessi Cool & Dre.

## Classifica
| Chart (2006)                           | Posizione massima |
| -------------------------------------- | ----------------- |
| Australia                              | 45                |
| Austria                                | 64                |
| Belgio (Fiandre)                       | 43                |
| Paesi Bassi                            | 74                |
| Germania                               | 38                |
| Irlanda                                | 15                |
| Nuova Zelanda                          | 23                |
| Svezia                                 | 63                |
| Svizzera                               | 23                |
| European (Hot 100)                     | 10                |
| Gran Bretagna                          | 4                 |
| U.S. (Billboard Hot 100)               | 21                |
| U.S. (Billboard Hot Dance Club Play)   | 4                 |
| U.S. (Billboard Hot R&B/Hip Hop Songs) | 13                |
| U.S. (Billboard Pop 100)               | 25                |
| U.S. (Billboard Hot Digital Songs)     | 23                |